# Alpenstrandläufer
Der Alpenstrandläufer (Calidris alpina) ist eine zirkumpolar verbreitete Vogelart aus der Familie der Schnepfenvögel (Scolopacidae). Es werden sechs bis zuweilen sogar zehn Unterarten unterschieden, die drei genetisch deutlich differenzierte Unterartengruppen bilden, von denen je eine in Europa, Sibirien und Alaska sowie Kanada verbreitet ist.
Der Alpenstrandläufer ist ein Brutvogel arktischer Tundren. Drei Viertel seines Lebens verbringt er jedoch auf dem Zug oder in den Überwinterungsgebieten. In Mitteleuropa ist er vor allem während des herbstlichen Zuges an den Küsten und Feuchtgebieten zu beobachten. Die etwas irreführende Bezeichnung Alpenstrandläufer ist vermutlich darauf zurückzuführen, dass deutschsprachige Ornithologen ihn zu Beginn des 19. Jahrhunderts vor allem als Brutvogel der lappländischen Alpen kannten.

## Beschreibung
Der Alpenstrandläufer misst 17 bis 21 Zentimeter und ist damit etwa so groß wie ein Star. Die Flügelspannweite beträgt etwa 32 bis 36 Zentimeter. Der Vogel wiegt 40 bis 60 Gramm und kann bis zu 24 Jahre alt werden. Der lange, schwarze Schnabel ist im vorderen Viertel leicht nach unten gebogen. Die Iris ist braunschwarz. Lauf und die Zehen sind schwärzlich olivfarben.

### Brutkleid
Im Brutkleid sind bei beiden Geschlechtern die Scheitelfedern dunkelbraun bis schwärzlich mit einem rötlichbraunen Saum. Weibchen haben einen bräunlichen bis braunen Nacken. Bei Männchen kann dieser Bereich hingegen fast hellgrau sein. Die Kopfseiten sind sehr variabel gefärbt. Einzelne Individuen haben weißliche Kopfseiten, während diese bei anderen fein bräunlich gestreift sind. Bei Weibchen sind die Kopfseiten häufig bräunlich gefärbt.
Die Rückenfedern sind dunkelgrau bis schwarz. Die Federn an den Rückenseiten weisen breite, rötlichgelbe bis rötlichbraune Säume auf. Kehle und Brust sind weißlich mit feinen braunschwarzen Längsstreifen. Die weißlichen Flanken sind dicht dunkelbraun gefleckt. Der Bauch ist schwarz. Die Handschwingen sind matt dunkelbraun, die Armschwingen dunkelbraun bis grau und weisen an der Spitze einen weißen Saum auf. Auch die dunkelbraunen bis graubraunen Handdecken haben weiße Spitzensäume. Die großen Armdecken, die mittleren und die kleinen Decken sind dunkelbraun bis schwärzlich.

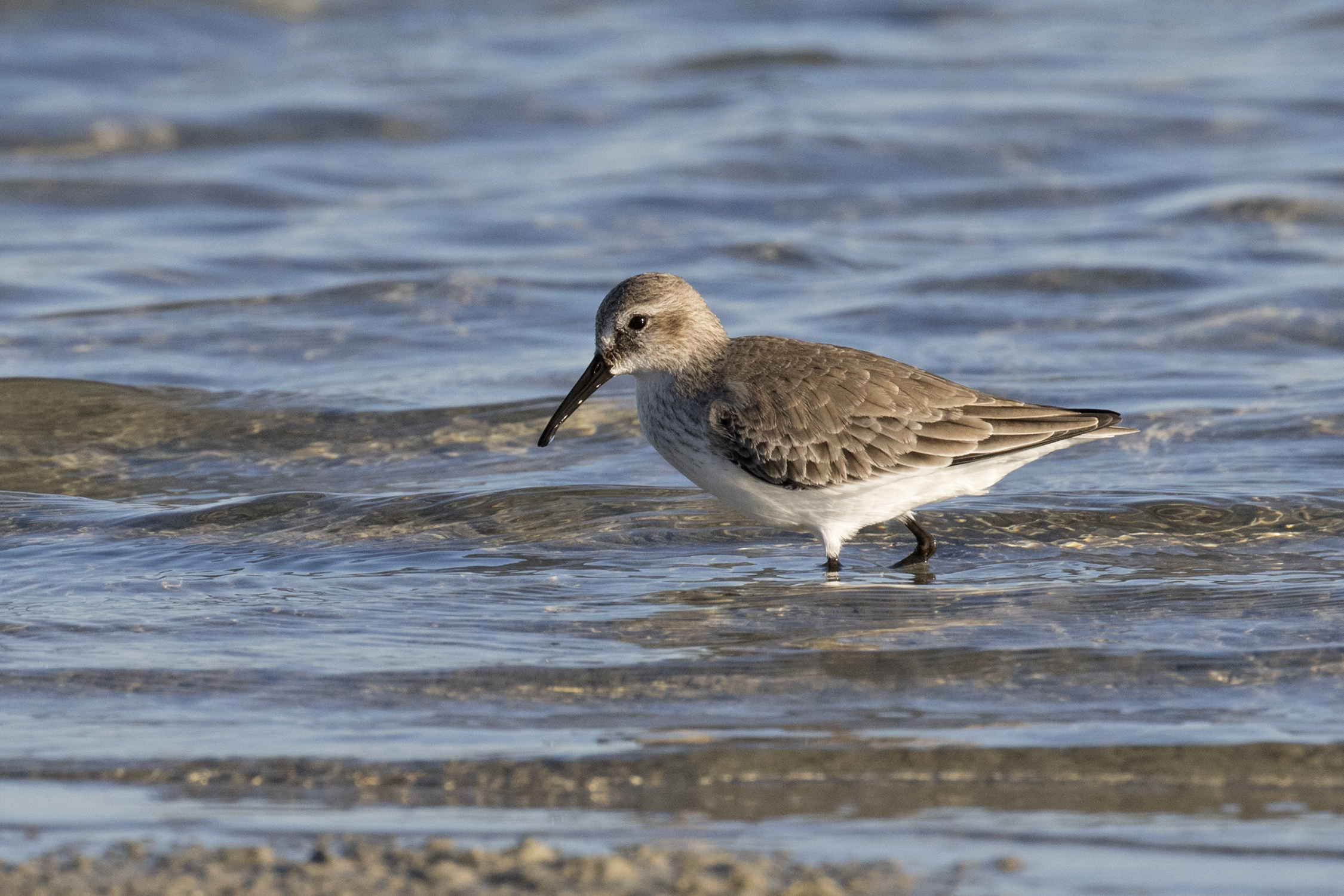
Alpenstrandläufer im Ruhe- oder Schlichtkleid im November (Mersin, Türkei)

### Ruhekleid
Im Ruhekleid ist ein Geschlechtsdimorphismus nicht mehr feststellbar. Die Körperoberseite ist bei beiden Geschlechtern graubraun bis rauchgrau. Rötliche bis rotbraune Säume fehlen. Durch die dunklen Federschäfte wirken vor allem der Scheitel und der vordere Rücken fein gestrichelt. Kehle und Kinn sind weißlich. Der Hals ist gleichfalls weißlich, weist aber eine mehr oder weniger deutliche braune Längsstrichelung auf. Die Vorderbrust ist graubraun mit auffällig dunklen Schaftstreifen. Brust und Bauch sind weiß.

### Mauser
Die Mauser der Alpenstrandläufer vollzieht sich gewöhnlich an störungsarmen und nahrungsreichen Mauserplätzen. Abhängig von der geographischen Lage des Brutareals liegt das Mausergebiet noch im Brutareal oder im Überwinterungsgebiet. An den Rastplätzen wie der Ostseeküste in der Nähe von Gdańsk, an denen sich Alpenstrandläufer für einige Tage während ihres Zuges einfinden, werden jedoch auch immer wieder Alpenstrandläufer gefangen, die sich in aktiver Mauser befinden. Daraus wird geschlossen, dass Alpenstrandläufer auch während der Mauser zumindest kurze Strecken ziehen und mitunter vor dem Erreichen der Überwinterungsplätze ihre inneren Handschwingen durchmausern.

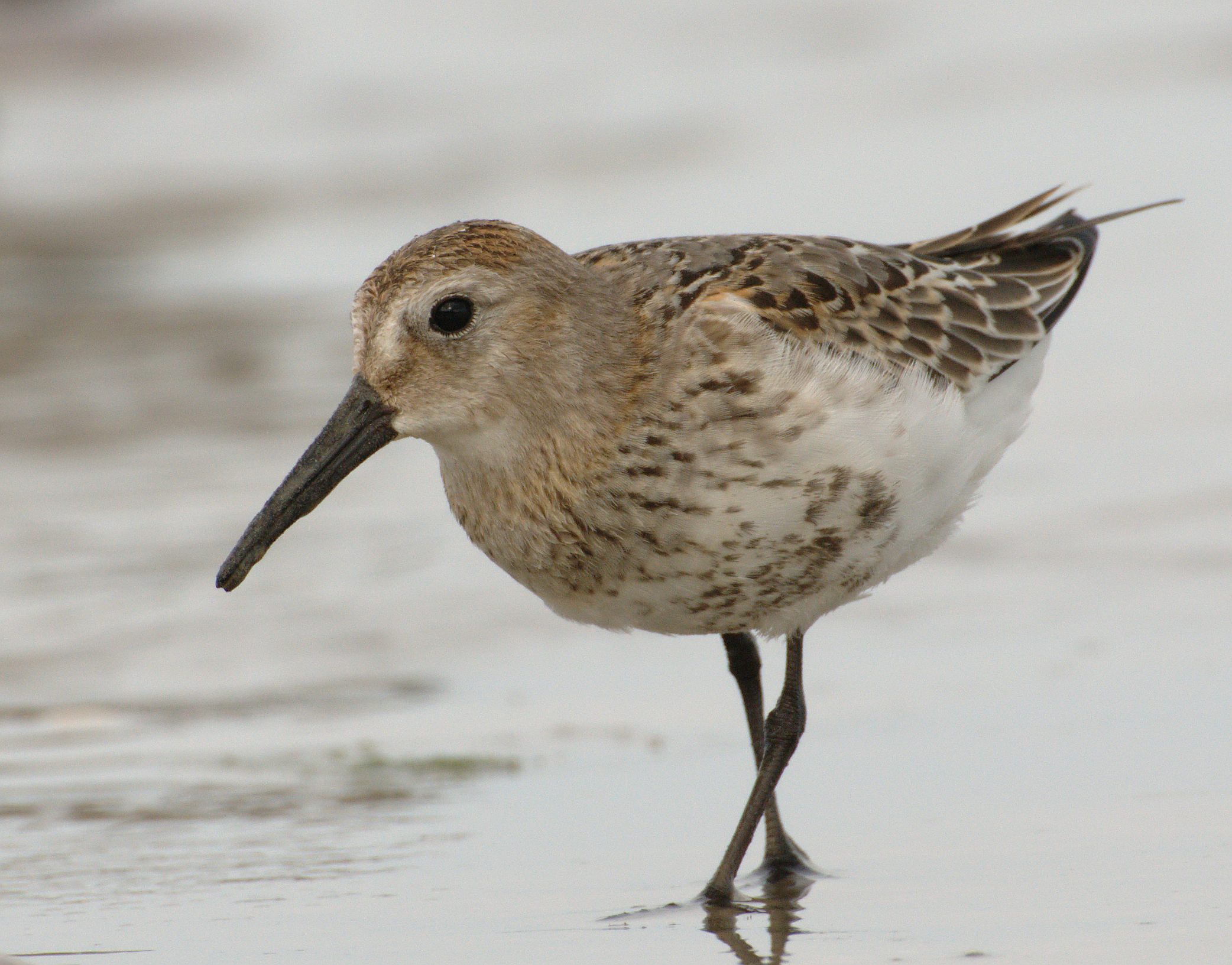
Diesjähriger Alpenstrandläufer, vom Jugendkleid in das Schlichtkleid mausernd. Ein Teil der Rückenfedern ist bereits vermausert, die frischen Federn sind grau (September, Ostseeküste).

### Jungvögel
Die Dunenjungen sind auf der Körperunterseite weiß und an der Brust gelblich beige gefärbt. Die Kopfseiten sind gelblich beige, wobei die Wangen etwas aufgehellt sind. Der Oberkopf sowie die Körperoberseite sind gelblich braun und schwärzlich braun gemustert. Die dunkle Rückenpartie ist fein gepunktet. Ein schwarzer Streif verläuft vom oberen Schnabelansatz zum Scheitel. Zügel und Bartstreif sind sehr schmal, der Nacken ist dunkel. Der Schnabel ist schwarz, die Beine und Zehen sind gräulich rosa und die Krallen sind dunkelgrau.
Jungvögel wechseln das erste Mal gegen Ende des Sommers in das erste Ruhekleid. Sie weisen teilweise noch bis Ende November ein Mischgefieder auf.

### Verwechslungsmöglichkeiten
Im Prachtkleid kann der Alpenstrandläufer auf Grund seines schwarzen Bauchflecks mit keiner anderen Art verwechselt werden. Wegen seiner relativen Häufigkeit wird er sogar häufig als Vergleichsmaßstab für die Identifikation anderer Watvögel herangezogen. Im Schlichtkleid, wenn der schwarze Bauchfleck fehlt, besteht eine Verwechslungsmöglichkeit mit dem Bairdstrandläufer.

## Verbreitung

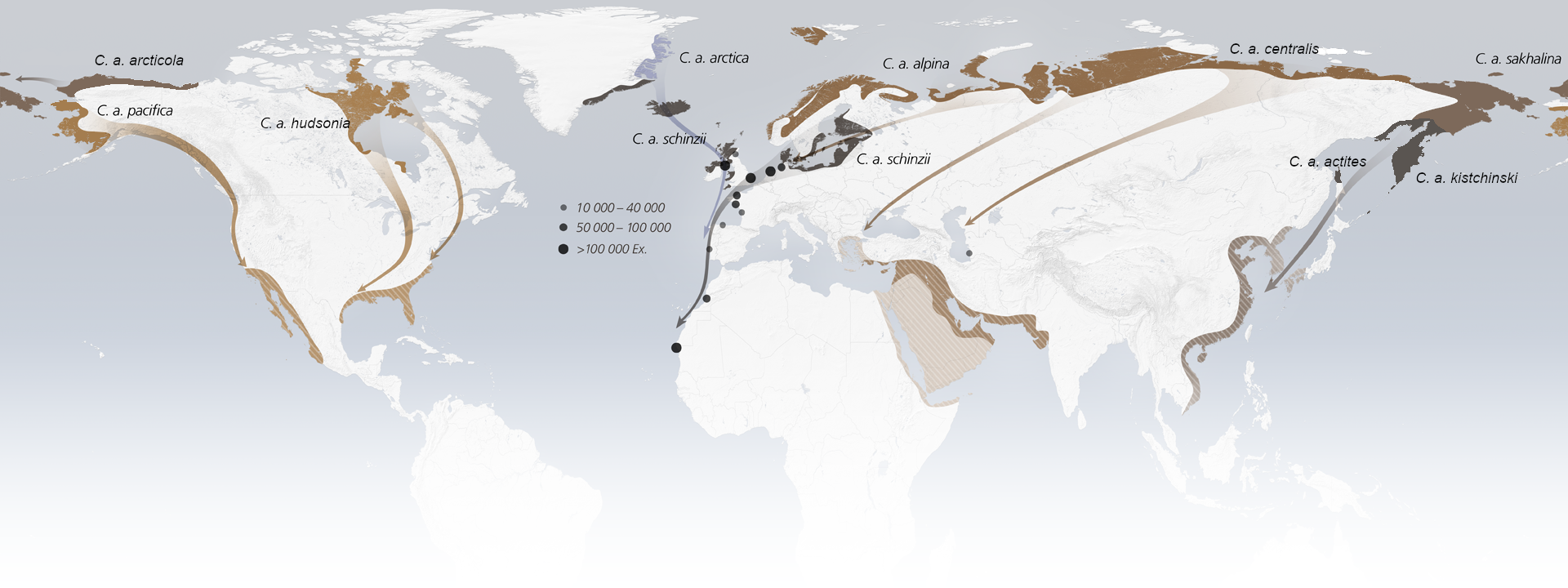
Verbreitung, Unterarten, schematisierte Zugrouten, Überwinterungsquartiere und europäische Rastplätze des Alpenstrandläufers

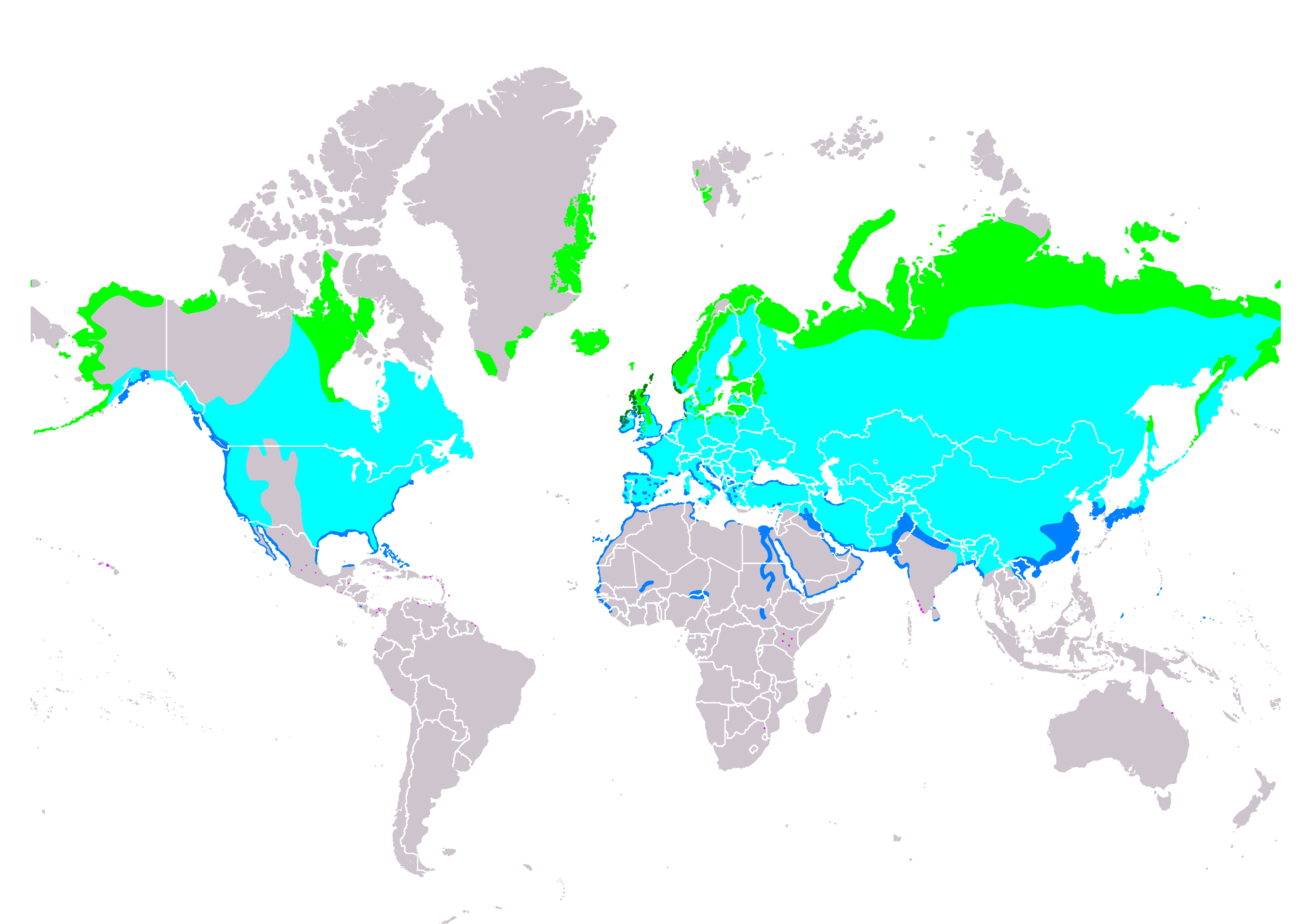
Verbreitungsgebiete des Alpenstrandläufers:
Brutgebiete
Ganzjähriges Vorkommen
Migration
Überwinterungsgebiete
Streifzüge (Saisonalität unsicher)

Der Alpenstrandläufer ist vom Nordrand der gemäßigten Breiten bis zu den arktischen Tundren zirkumpolar verbreitet. Brutgebiete finden sich unter anderem im Osten Grönlands, während er an der Westküste verhältnismäßig selten vorkommt. Er ist außerdem ein Brutvogel auf Island, Jan Mayen und Spitzbergen. Er brütet in Skandinavien, Russland von der Halbinsel Kola über Nowaja Semlja bis zur Tschuktschenhalbinsel, auf den Neusibirischen Inseln und der Wrangelinsel, im Westen und Norden Alaskas sowie im kanadischen Norden westlich der Hudson Bay sowie auf der Southampton Island.
Die Winterquartiere finden sich überwiegend an den Küsten der Nordhalbkugel. Zu den Überwinterungsgebieten zählen neben den Küsten vom Nordwesten Europas bis zum Westen Afrikas auch der Mittelmeerraum und die südlichen Küsten Asiens. Im Binnenland ist er vergleichsweise selten zu beobachten. Zu den Zugzeiten kommt er an vielen mitteleuropäischen Küsten und im Wattenmeer in großer Zahl vor. Die in Mitteleuropa zu beobachtenden Alpenstrandläufer gehören drei Unterarten an, deren Brutgebiete im Nordosten Grönlands, im Norden Skandinaviens und im Norden Russlands liegen (C. a. alpina, C. a. arctica und C. a. schinzii). Wichtige Konzentrationspunkte im Winterhalbjahr sind außer der Nordseeküste die Küsten Großbritanniens und Irlands, die Atlantikküste Frankreichs und Westafrikas bis Mauretanien. Der Alpenstrandläufer nutzt je nach Verbreitung verschiedene Zugwege. So ziehen beispielsweise die Alpenstrandläufer, die in Grönland brüten, über Island, Großbritannien und Irland nach Westafrika. Die Brutvögel Sibiriens finden sich entweder im Ost- oder Nordseeraum ein und überwintern in einem Gebiet, das von den Niederlanden bis nach Großbritannien und Irland reicht oder sie ziehen über Russland und die Ukraine in den Schwarzmeerraum und nach Vorderasien.

## Lebensraum
Als Lebensraum bevorzugt der Alpenstrandläufer Schlammflächen, Moore, Heidegebiete, Tundren und Salzwiesen mit niedriger Vegetation. Er ist jedoch streng an das Vorhandensein von Feuchtgebieten und offenem Wasser gebunden. So ist die Siedlungsdichte in der Tundra umso geringer, je trockener diese ist.
Die wenigen mitteleuropäischen Brutvögel brüten auf kurzgrasigen Wiesen direkt an den Küsten der Nord- und Ostsee sowie in deren unmittelbaren Hinterland. Bei den genutzten Wiesen handelt es überwiegend um Salzwiesen und -weiden. Wesentlich für die Besiedlung von Salzwiesen durch Alpenstrandläufer ist ein Mosaik von großflächig sehr kurzrasiger Vegetation mit Deckung bietenden Bülten oder Büscheln höherer Gräser und Kräuter sowie tiefer gelegenen, unbewachsenen und möglichst schlammigen Bodenstellen oder offenen Prielen. Ein typisches mitteleuropäisches Brutgebiet für den Alpenstrandläufer ist die Insel Kirr der Darß-Zingster Boddenkette, die nur 28 bis 35 Zentimeter über NN liegt. Bei Nordostwind werden die tieferliegenden Wiesen weiträumig überschwemmt. Die ausgedehnteren Wasser- oder Schlickflächen sowie die etwas trockeneren Stellen, die zu einem großen Teil mit Salzwiesen-Rot-Schwingel bewachsen sind, bieten dem Alpenstrandläufer geeignete Brut- und Nahrungsflächen.
In Südschweden brütet der Alpenstrandläufer überwiegend auf intensiv beweideten Küstenwiesen. Durch die Beweidung bleibt der Bewuchs niedrig, so dass er sich gut bewegen kann. In Nordisland brütet der Alpenstrandläufer überwiegend in Heidehabitaten und auf Lavafeldern, die von Schafen beweidet werden. Der wichtigste Lebensraum des Alpenstrandläufers ist jedoch die Tundra. An den Ufern der Flüsse liegen feuchte Wiesen mit Tümpeln, Torfmooren und Moos-Seggen-Wiesen. Alpenstrandläufer brüten hier bevorzugt auf kleinen Erhebungen in den nassen Torfmooren. In Lappland sind es bevorzugt Regionen, die mit Zwergbirken, Zwergweiden, Zwittriger Krähenbeere, Heidelbeere und Wacholder bestanden sind sowie Seggensümpfe, die dem Alpenstrandläufer als Bruthabitate dienen. Auf der norwegischen Hardangervidda brütet der Alpenstrandläufer bis in die mittlere alpine Zone in Höhenlagen von 1350 Metern über NN. Auch hier ist die Landschaft durch ein vielfältiges Mosaik trockener und nasser Stellen mit niedriger Vegetation gekennzeichnet. Im nördlichsten Teil seines Brutareals brütet die Art in der Flechtentundra, wo diese feuchtere Stellen aufweist. Der Brutbestand ist allerdings in der sogenannten Torfhügeltundra höher, einer typischen Tundraform im Süden der Subarktis. Hier wechseln sich drei bis fünf Meter hohe und 20 bis 25 Meter lange Torfhügel, die mit Moosen, Flechten und Zwergsträuchern bewachsen sind, mit Mooren oder Wasser gefüllten Wenken ab. Neben dem Alpenstrandläufer brüten hier auch der Sichelstrandläufer, Wassertreter und Spornammer. Im Norden Alaskas brütet der Alpenstrandläufer überwiegend in der flachen und feuchten Tundra in der Nähe der Küste.

## Ernährung
Der Alpenstrandläufer ernährt sich von Insekten und deren Larven, die er mit seinem Schnabel aus dem flachen Wasser pickt. Zur Zugzeit stehen auch Schnecken, Würmer und kleine Krebstiere auf seinem Speiseplan. In den Tundren und küstennahen feuchten Wiesen stellen Larven und Imagines von Schnaken und Zuckmücken die Hauptnahrung.
Jungvögel sind in ihrer Entwicklung in besonderem Maße auf leicht zu erbeutendes und auch bei schlechtem Wetter verfügbare Insektennahrung angewiesen. Besonders bei schlechtem Wetter sind die Küken auf ausreichende, energiereiche Nahrung angewiesen, da ihre Dunen nicht wasserdicht sind und sie mit ihrem Schnabeln noch nicht im Boden stochern können. Sie picken kleinste Tiere von Pflanzen und Boden. Die Küken schlüpfen in der Tundra im Juli und damit in einem Zeitraum, in dem ein Maximum solcher Insekten an der Oberfläche der Tundra für sie erreichbar ist.

## Fortpflanzung

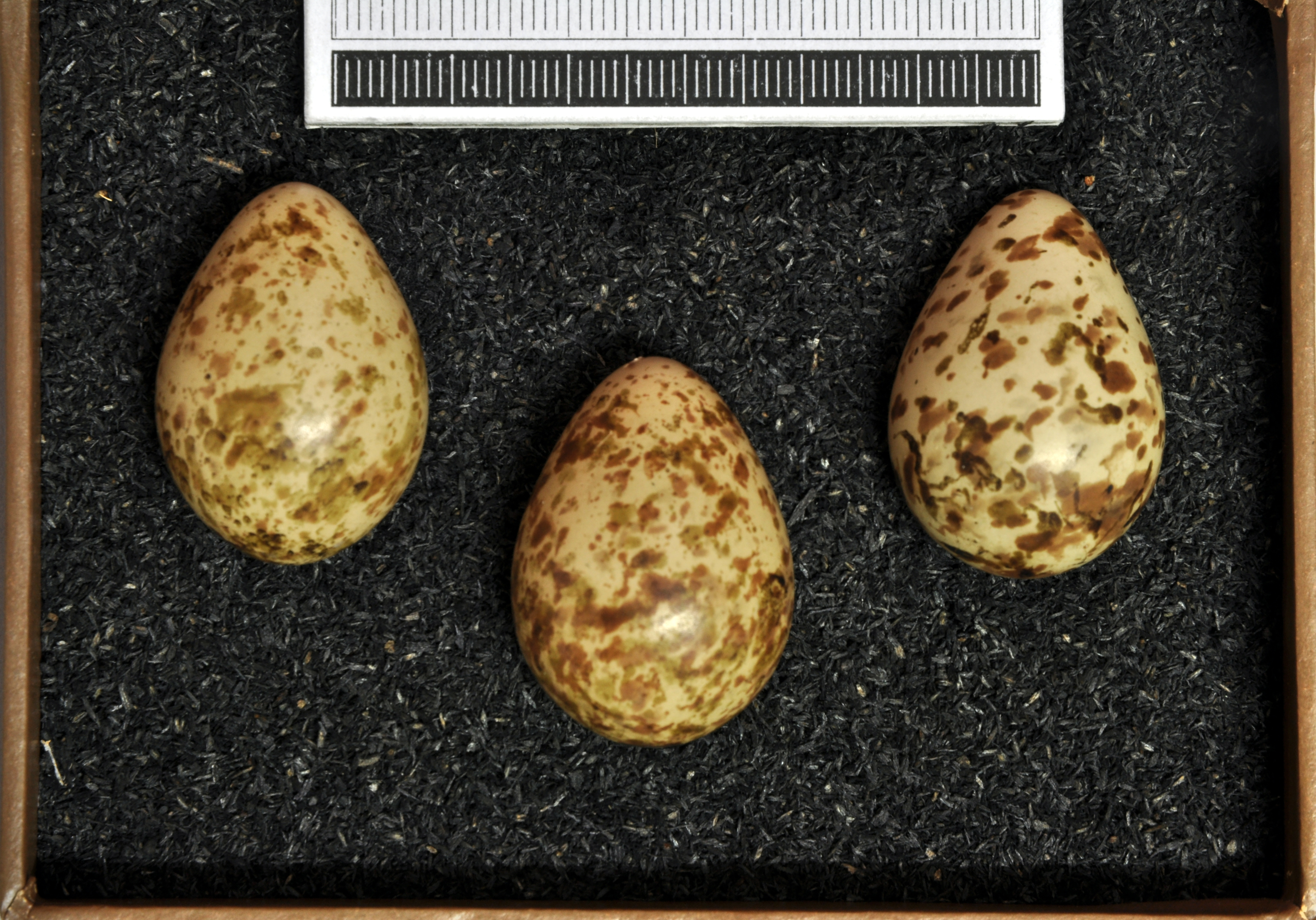
Gelege, Sammlung Museum Wiesbaden

Die Geschlechtsreife tritt nach einem Jahr ein. Das Nest ist napfförmig und meist gut in einem Grashorst versteckt. Das Weibchen legt zur Brutzeit von April bis Juli bis vier Eier. Der Legeabstand beträgt 30 bis 36 Stunden. Die Eier haben eine glatte Schale mit einem leichten Glanz. Sie sind hell bis hell oliv, grünlich oder blaugrün und weist bräunliche Kleckse, Punkte und Sprenkel auf. Beide Elternvögel brüten. Nach etwa drei Wochen schlüpfen die Küken. Nach weiteren drei Wochen sind die Jungvögel flügge.

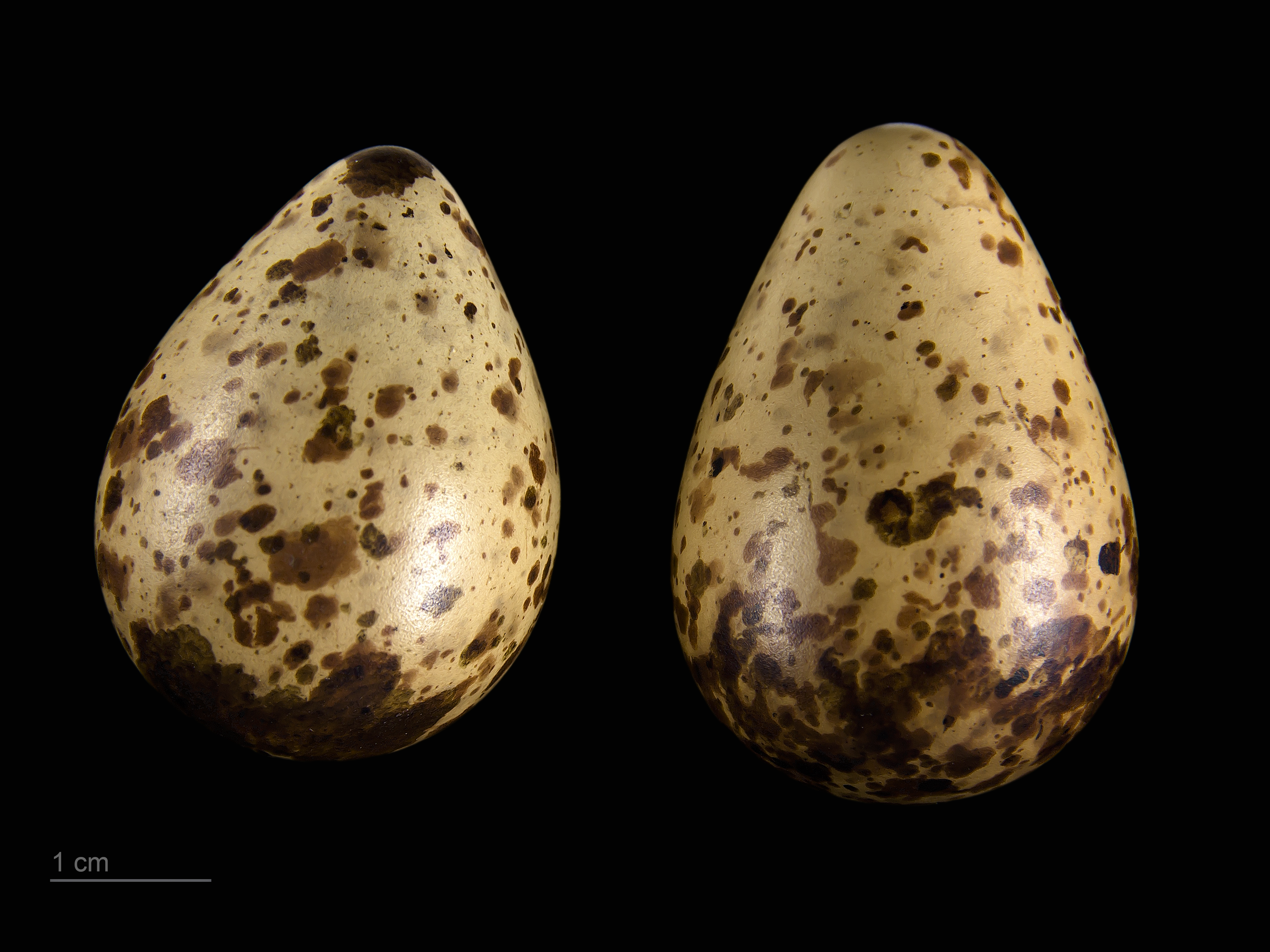
Calidris alpina schinzii

## Bestand

### Aktueller Bestand

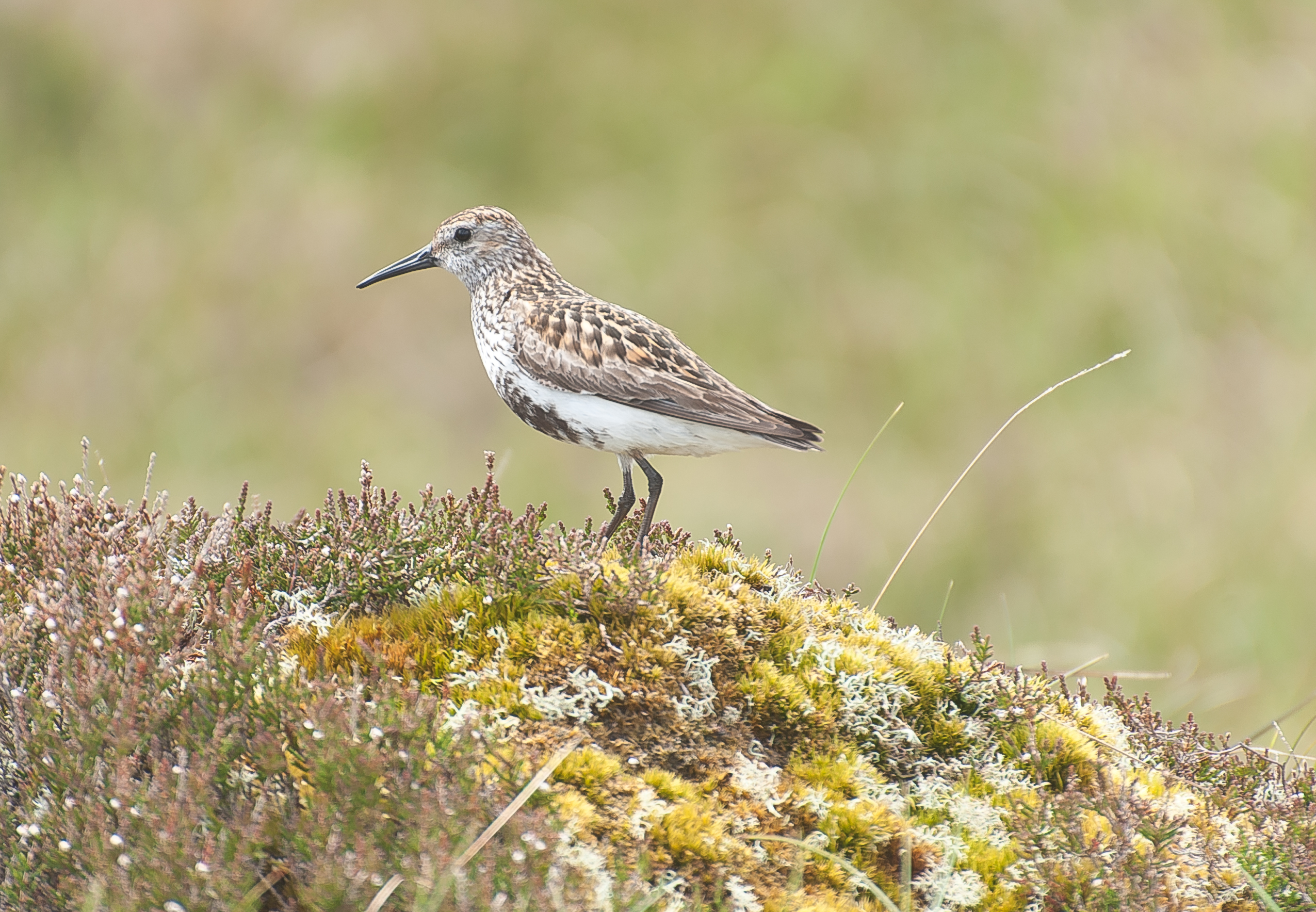
, Mellon Udrigle, Schottland

Der europäische Brutbestand wurde zu Beginn des 21. Jahrhunderts auf 350.000 bis 570.000 Brutpaare geschätzt. Die Mehrzahl davon, nämlich 200.000 bis 300.000 Brutpaare, brüten auf Island, sie gehören zur Unterart Calidris alpina schinzii. 15.000 bis 130.000 Brutpaare, die zur Unterart C. a. alpina gehören, brüten im europäischen Teil Russlands. Große Populationen gibt es außerdem auf Grönland (7.000 bis 15.000 Brutpaare), in Norwegen (30.000 bis 40.000 Brutpaare), Schweden (30.000 bis 50.000 Brutpaare) und Großbritannien (18.000 bis 35.000 Brutpaare). Der mitteleuropäische Brutbestand ist sehr klein. In Deutschland brüten zu Beginn des 21. Jahrhunderts weniger als vierzig Brutpaare, in Polen gibt es zwischen 10 und 20 Brutpaare. In Belgien und den Niederlanden kommen bis zu sieben Brutpaare vor. 2012 gab es mit der Insel Kirr in Vorpommern nur noch einen Brutplatz mit vier Brutpaaren in Deutschland. Im Jahr 2017 bestand diese winzige Population aus acht Brutpaaren.

### Bestandsprognose
Der Alpenstrandläufer gehört zu den Arten, für die ein starker Arealverlust infolge der Klimaerwärmung prognostiziert wird. Ein Forschungsteam, das im Auftrag der britischen Umweltbehörde und des RSPB die zukünftige Verbreitungsentwicklung von europäischen Brutvögeln auf Basis von Klimamodellen untersuchte, geht davon aus, dass bis zum Ende des Jahrhunderts weite Teile des jetzigen Verbreitungsgebietes nicht mehr den Lebensraumansprüchen dieser Art entsprechen werden. Das gilt insbesondere für Irland, England, den Süden und Osten Fennoskandinaviens, die baltischen Staaten und den Norden Russlands. Auch für den mitteleuropäischen Brutbestand wird prognostiziert, dass er erlöschen wird. Auch wenn Teile von Franz-Josef-Land, Spitzbergen und Nowaja Semlja der Art auf Grund der Klimaveränderungen neuen Lebensraum bieten können, entspricht nach diesen Prognosen das zukünftige Verbreitungsgebiet nur noch zu 56 Prozent dem heutigen.
Die Rote Liste der Brutvögel Deutschlands von 2020 führt die Art in der Kategorie 1 als vom Aussterben bedroht.